# Jürg Acklin

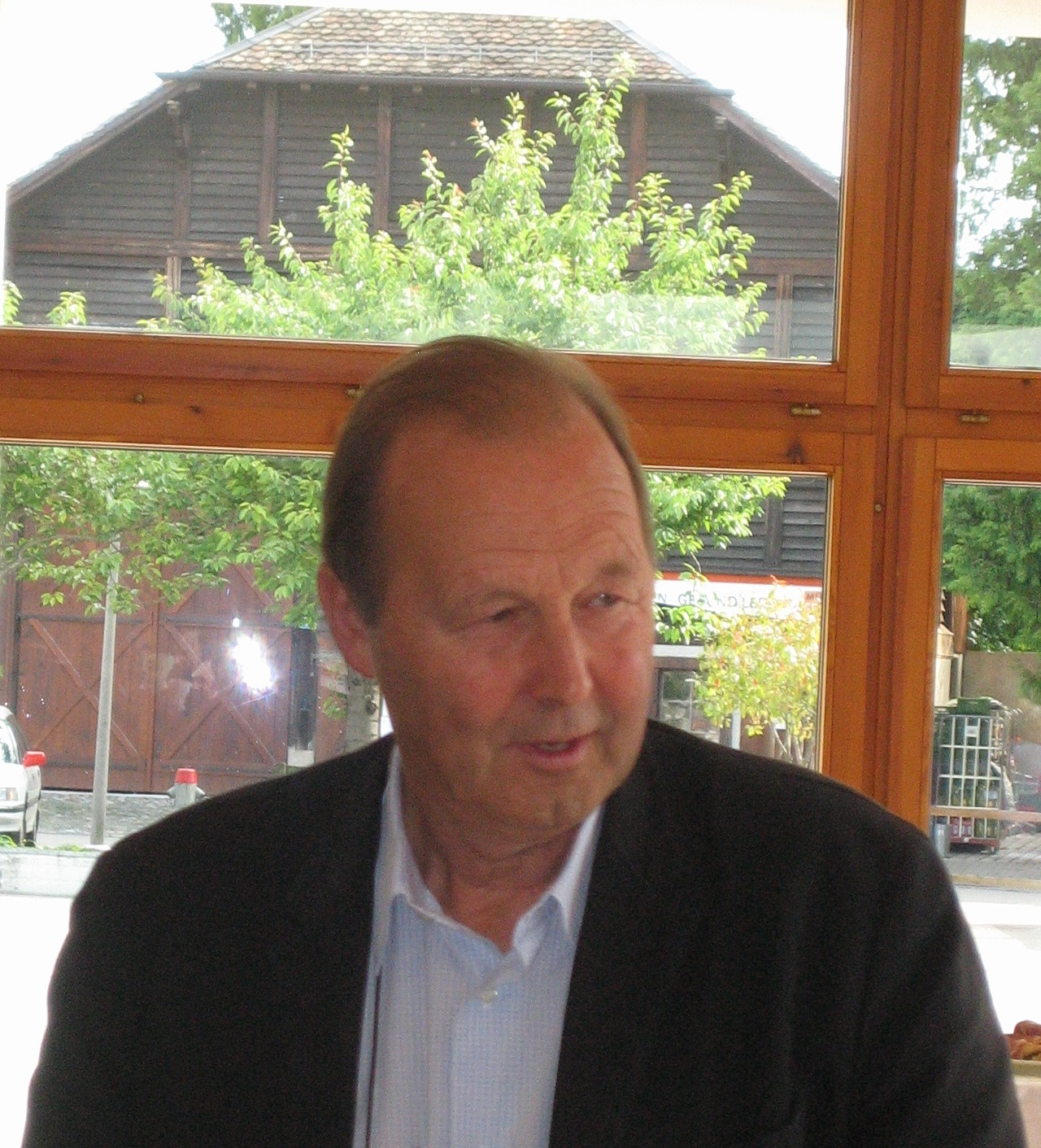
Jürg Acklin (2009)

Jürg Acklin (* 20. Februar 1945 in Zürich) ist ein Schweizer Psychoanalytiker und Schriftsteller.

## Leben und Werk
Jürg Acklin ist der 1945 geborene Sohn eines Elektroingenieurs und wuchs in Küsnacht am Zürichsee auf. Sein sozialwissenschaftliches Studium an der Universität Bremen schloss er 1974 mit einer Dissertation über den Frühsozialisten Wilhelm Weitling ab. Anschliessend arbeitete er als Lehrer und leitete eine Alternativschule. Parallel zu einer Tätigkeit als Redaktor beim Schweizer Fernsehen absolvierte Acklin eine psychoanalytische Ausbildung; seit 1983 praktiziert er als Analytiker. Er lebt in Zürich. Er ist in dritter Ehe verheiratet und Vater von zwei Töchtern und von einem Sohn.
Acklin ist Verfasser von erzählerischen Werken, in denen er auf realistische Weise krisenhafte zwischenmenschliche Beziehungen und Generationskonflikte vor dem Hintergrund einer ins Bizarr-Fantastische verfremdeten Realität schildert. 1971 erhielt er den Bremer Literaturpreis. Sein literarisches Archiv befindet sich seit 2018 im Schweizerischen Literaturarchiv.

## Auszeichnungen
- 1971 Conrad-Ferdinand-Meyer-Preis
- 1972 Bremer Literaturpreis für Alias
- 1996 Buchpreis der Stadt Zürich für Froschgesang
- 2002 Ehrengabe des Kantons Zürich
- 2005 Zolliker Kunstpreis

## Werke
- Der einsame Träumer. Gedichte. Regenbogen, Zürich 1967.
- Michael Häuptli. Der Traum eines jungen Menschen. Flamberg, Zürich 1969.
- alias. Ein Text. Flamberg, Zürich 1971.
- Das Überhandnehmen. Ein Text. Flamberg, Zürich 1973.
- mit Christoph Kappeler: Der Kommunistenprozess in Zürich von 1843. Bremen 1974.
- Der Aufstieg des Fesselballons. Steinhausen, München 1980.
- Der Känguruhmann. Roman. Nagel & Kimche, Zürich/Frauenfeld 1992, ISBN 3-312-00177-3.
- Das Tangopaar. Roman. Nagel & Kimche, Zürich/Frauenfeld 1994, ISBN 3-312-00197-8.
- Froschgesang. Roman. Nagel & Kimche, Zürich/Frauenfeld 1996, ISBN 3-312-00217-6.
- Der Vater. Roman. Nagel & Kimche, Zürich/Frauenfeld 1998, ISBN 3-312-00241-9.
- Defekt. Roman. Nagel & Kimche, Zürich 2002, ISBN 3-312-00290-7.
- Vertrauen ist gut. Roman. Nagel & Kimche, Zürich 2009, ISBN 978-3-312-00364-8.